# Imiołki
Imiołki – wieś w Polsce położona w województwie wielkopolskim, w powiecie gnieźnieńskim, w gminie Kiszkowo. 
W latach 1975–1998 miejscowość należała do województwa poznańskiego.

## Wypoczynek i atrakcje
Na Polach Lednickich, rozpościerających się nad brzegiem jeziora Lednica odbywają się coroczne modlitewne spotkania młodzieży – Lednica 2000. Prowadzi tędy także szlak pielgrzymkowy; Droga św. Jakuba. 
We wsi funkcjonuje pole biwakowe „Biwak Lednica” Fundacji Paria oraz stanica harcerska „Orle Gniazdo” prowadzona przez Hufiec ZHP Poznań Nowe Miasto. 

## Galeria

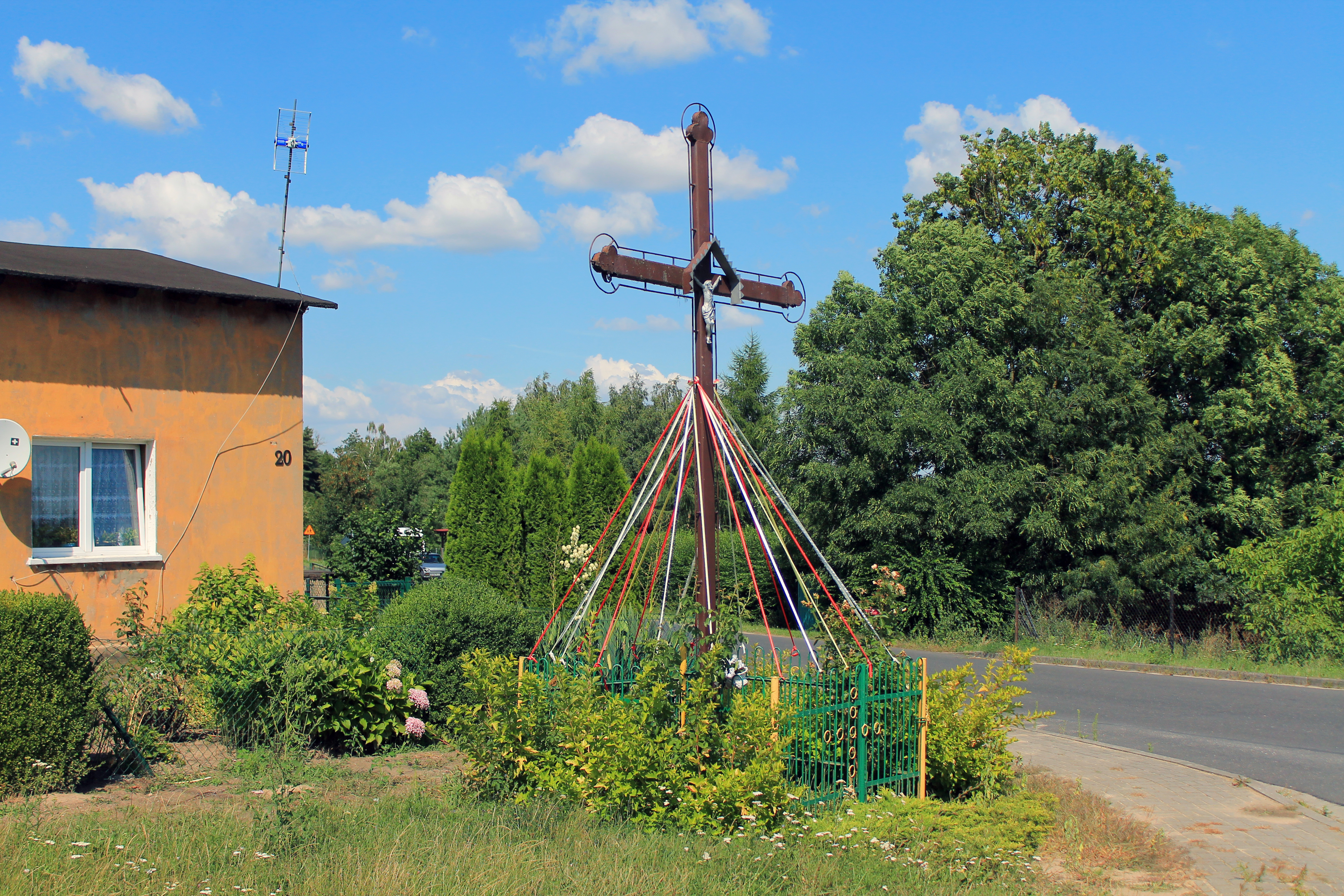
Krzyż przydrożny
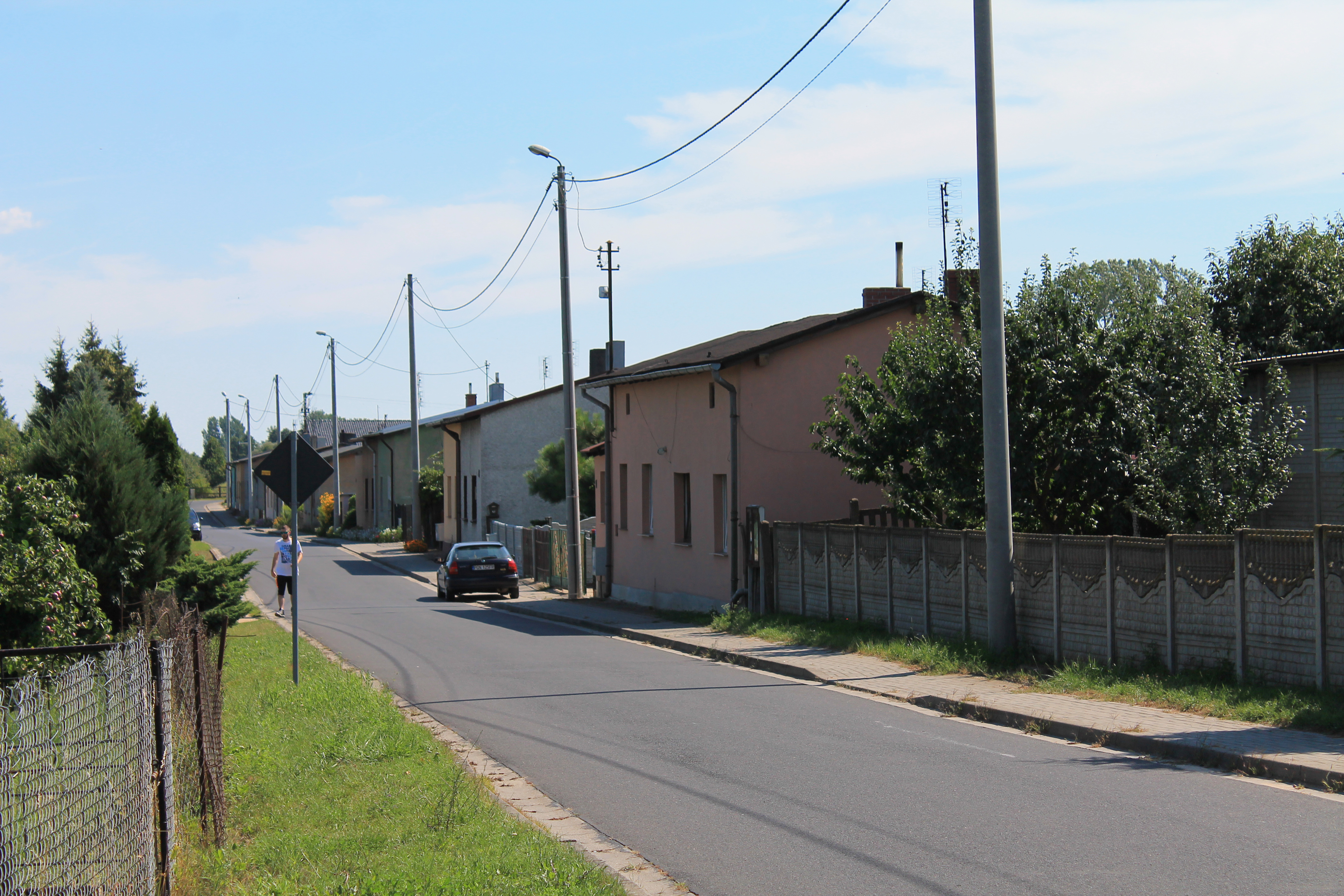
Zabudowa wsi
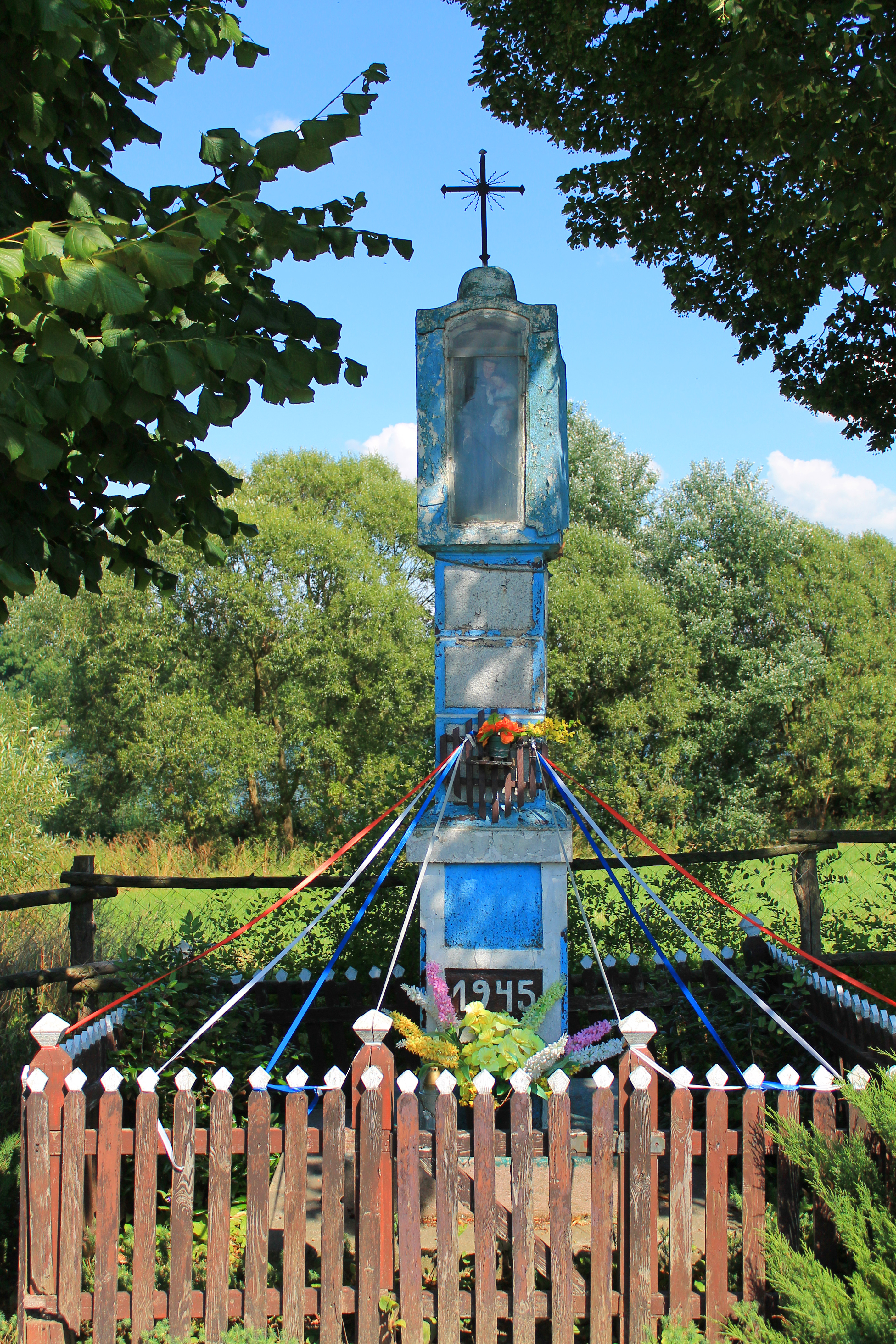
Kapliczka przydrożna
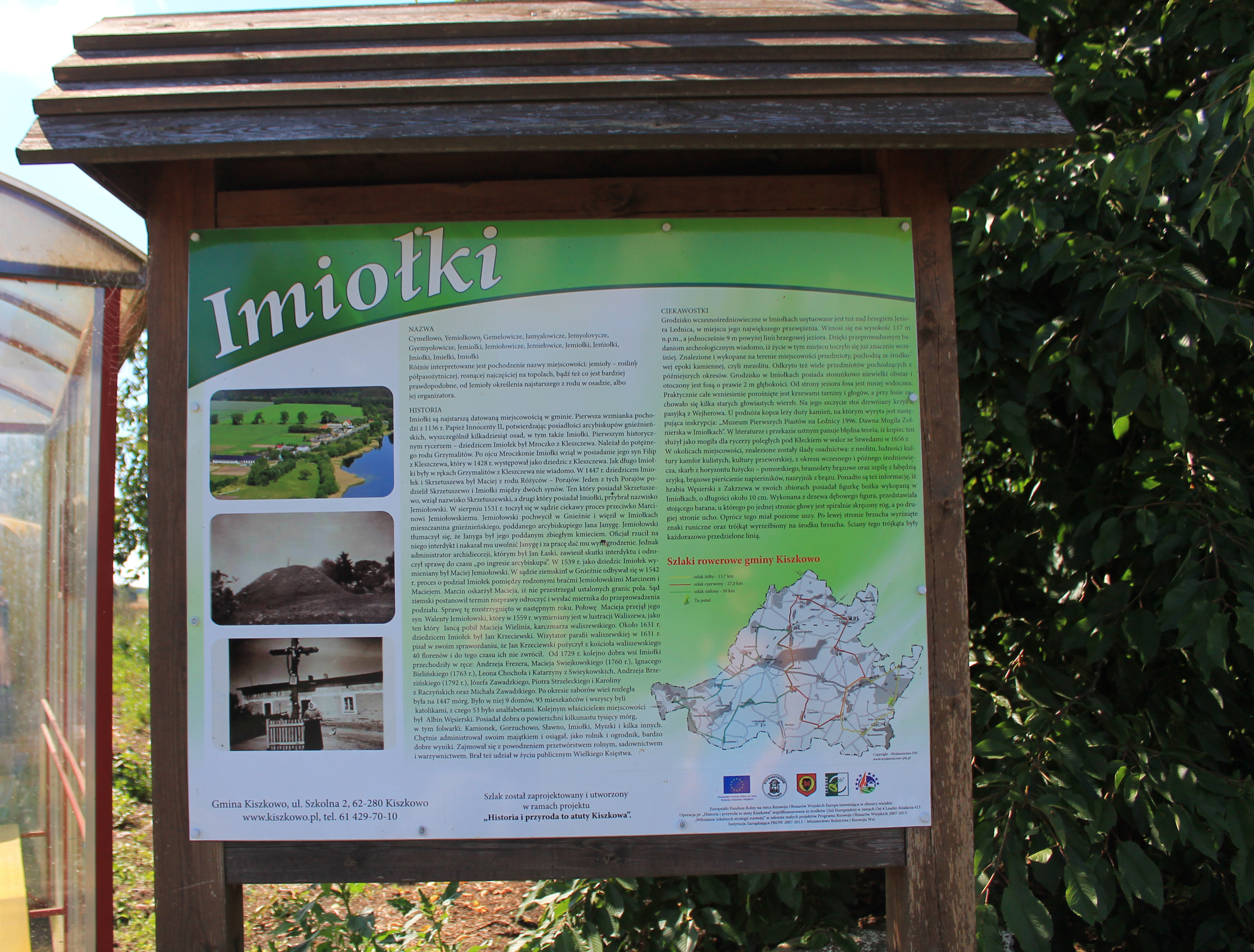
Tablica informacyjna o wsi